# أميلين

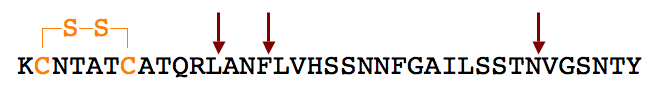
التسلسل الحمضي الأميني للأميلين مع وجود رابطة ثنائية الكبريت ومواقع الانقسام بواسطة إنزيم تحطيم الأنسولين مُشار إليها بالأسهم.

الأميلين، أو عديد الببتيد النشواني الجزيري (IAPP)، (بالإنجليزية: Amylin) هو هرمون ببتيدي مكون من 37 بقايا. يُفرز بشكل مشترك مع الأنسولين من خلايا بيتا البنكرياسية بنسبة تقريبية 100:1 (أنسولين:أميلين). يلعب الأميلين دورًا في تنظيم نسبة السكر في الدم عن طريق إبطاء إفراغ المعدة وتعزيز الشبع، وبالتالي منع الارتفاعات الحادة في مستويات الجلوكوز في الدم بعد الأكل.
يُعالج الأميلين من تسلسل ترميز مكون من 89 بقايا. يُنتج عديد الببتيد النشواني الجزيري الأولي (proIAPP، بروأميلين، بروتين الجزيرة الأولي) في خلايا بيتا البنكرياسية (خلايا بيتا) كببتيد أولي مكون من 67 حمض أميني، ووزنه 7404 دالتون، ويخضع لتعديلات ما بعد الترجمة بما في ذلك انقسام البروتياز لإنتاج الأميلين.

## التخليق
يتكون بروأميلين من 67 حمضًا أمينيًا، يتبعها ببتيد إشعاري مكون من 22 حمضًا أمينيًا يُقطع بسرعة بعد ترجمة التسلسل المشفر المكون من 89 حمضًا أمينيًا. التسلسل البشري (من نهاية أمينية إلى نهاية كربوكسيلية) هو:
(MGILKLQVFLIVLSVALNHLKA) TPIESHQVEKR^ KCNTATCATQRLANFLVHSSNNFGAILSSTNVGSNTYG^ KR^ NAVEVLKREPLNYLPL.
يُزال ببتيد الإشعاري أثناء ترجمة البروتين ونقله إلى الشبكة الإندوبلازمية. بمجرد دخوله إلى الشبكة الإندوبلازمية، تتشكل رابطة ثنائي كبريتيد بين بقايا السيستئين رقم 2 و7. لاحقًا في مسار الإفراز، يخضع السلائف لتحلل بروتيني إضافي وتعديل ما بعد الترجمة (مشار إليه بـ ^). يُزال 11 حمضًا أمينيًا من النهاية الأمينية بواسطة إنزيم محول البروتين 2 (PC2) بينما يُزال 16 من النهاية الكربوكسيلية لجزيء بروأميلين بواسطة محول البروتين 1/3 (PC1/3). في النهاية الكربوكسيلية، يزيل كربوكسي ببتيداز اي بعد ذلك بقايا الايسين والأرجينين الطرفية. يسمح حمض الجلايسين الأميني الطرفي الناتج عن هذا الانقسام لإنزيم ببتيديل جليسين ألفا أميداز أحادي الأكسجيناز (PAM) بإضافة مجموعة أمين. بعد ذلك يكتمل التحول من البروتين السلائفي بروأميلين إلى أميلين النشط بيولوجيًا
(تسلسل IAPP: KCNTATCATQRLANFLVHSSNNFGAILSSTNVGSNTY).

## التنظيم
بما أن كلاً من الأميلين والأنسولين يُنتجا بواسطة خلايا بيتا في البنكرياس، فإن ضعف وظيفة خلايا بيتا (بسبب السمية الدهنية والسمية السكرية) سيؤثر على إنتاج وإطلاق كل من الأنسولين والأميلين.
يُنظم الأنسولين والأميلين بواسطة عوامل متشابهة لأنهما يشتركان في وحدة تحكم محفزة مشتركة. يُنشط محفز الأميلين أيضًا بواسطة محفزات لا تؤثر على الأنسولين، مثل عامل نخر الورم ألفا والأحماض الدهنية. إحدى السمات المميزة لمرض السكري من النوع الثاني هي مقاومة الأنسولين. هذه حالة لا يستطيع فيها الجسم استخدام الأنسولين بشكل فعال، مما يؤدي إلى زيادة إنتاج الأنسولين؛ نظرًا لأن طلائع الأنسولين و طلائع الأميلين تُفرز معًا، فإن هذا يؤدي إلى زيادة في إنتاج طلائع الأميلين أيضًا. على الرغم من قلة المعلومات المعروفة عن تنظيم الأميلين، إلا أن ارتباطه بالأنسولين يشير إلى أن آليات التنظيم التي تؤثر على الأنسولين تؤثر أيضًا على الأميلين. وبالتالي، تلعب مستويات السكر في الدم دورًا مهمًا في تنظيم تخليق طلائع الأميلين.

## الوظيفة
يعمل الأميلين كجزء من البنكرياس الصماء ويساهم في التحكم في نسبة السكر في الدم. يُفرز الببتيد من جزر لانجرهانز البنكرياسية إلى الدورة الدموية وتُطهر بواسطة الببتيدازات في الكلى. لا يُوجد في البول.
تتميز وظيفة الأميلين الأيضية جيدًا كمثبط لظهور المغذيات [خاصة الجلوكوز] في البلازما. وبالتالي فهو يعمل كشريك تآزري للأنسولين، الذي يُفرز معه بشكل مشترك من خلايا بيتا البنكرياسية استجابةً للوجبات. التأثير العام هو إبطاء معدل ظهور الجلوكوز في الدم بعد الأكل؛ ويتحقق ذلك عن طريق الإبطاء المنسق لإفراغ المعدة، وتثبيط الإفرازات الهضمية [حمض المعدة، وإنزيمات البنكرياس، وإفراز الصفراء]، وما ينتج عن ذلك من انخفاض في تناول الطعام. ينخفض ظهور الجلوكوز الجديد في الدم عن طريق تثبيط إفراز هرمون الغلوكاغون المُنتِج للجلوكوز. هذه الإجراءات، التي تُنفذ في الغالب عبر جزء حساس للجلوكوز من جذع الدماغ، وهي الباحة المنخفضة، قد تُتجاوز أثناء نقص السكر في الدم. إنها تقلل بشكل جماعي من إجمالي الطلب على الأنسولين.
يعمل الأميلين أيضًا في استقلاب العظام، جنبًا إلى جنب مع الببتيدات ذات الصلة الكالسيتونين والببتيد المرتبط بجين الكالسيتونين.
لا يُظهر حيوانات القوارض التي عُطل فيها جين الأميلين انخفاضًا طبيعيًا في الشهية بعد تناول الطعام. نظرًا لأنه ببتيد وسط، مثل العديد من الببتيدات العصبية، يُعتقد أنه مسؤول عن التأثير على الشهية.

## التركيب
يحتوي الشكل البشري من الأميلين على تسلسل الأحماض الأمينية KCNTATCATQRLANFLVHSSNNFGAILSSTNVGSNTY، مع وجود رابطة ثنائية الكبريتيد بين بقايا السيستين 2 و7. كل من النهاية الكربوكسيلية الأميدية والرابطة ثنائية الكبريتيد ضروريان للنشاط البيولوجي الكامل للأميلين. ببتيد أميلويد جزر البنكرياس قادر على تكوين ألياف أميلويد في المختبر. ضمن تفاعل التليف، تكون الهياكل الأولية ما قبل الليفية شديدة السمية لمزارع خلايا بيتا وخلايا الورم الجزيري. يبدو أن هياكل ألياف النشواني اللاحقة لها أيضًا بعض التأثير السام للخلايا على مزارع الخلايا. أظهرت الدراسات أن الألياف هي المنتج النهائي وليست بالضرورة الشكل الأكثر سمية لبروتينات/ببتيدات النشوانية بشكل عام. ببتيد لا يشكل أليافًا (1-19 من بقايا الأميلين البشري) سام مثل الببتيد كامل الطول، لكن الجزء المقابل من أميلين الفئران ليس كذلك.كما اُثبت ذلك بواسطة مطيافية الرنين المغناطيسي النووي في الحالة الصلبة أن الجزء 20-29 من شظايا الأميلين البشري يمزق الأغشية.لدى الفئران ستة استبدالات (ثلاثة منها عبارة عن استبدالات برولين في المواضع 25 و28 و29) يُعتقد أنها تمنع تكوين ألياف النشوانية، على الرغم من أنها ليست كاملة كما يتضح من ميلها لتكوين ألياف النشوانية في المختبر. ببتيد أميلويد جزر البنكرياس الخاص بالفئران غير سام لخلايا بيتا عند الإفراط في التعبير عنه في القوارض المعدلة وراثيًا.

## التاريخ
قبل أن يرتبط ترسب الأميلين بمرض السكري، وصف العلماء بالفعل في عام 1901 ظاهرة "تزجج الجزر" (islet hyalinization)، والتي يمكن العثور عليها في بعض حالات مرض السكري. كانت دراسة شاملة لهذه الظاهرة ممكنة في وقت لاحق. في عام 1986، نجح عزل تجمع من ورم منتج للأنسولين، ووُصف بروتين يسمى IAP (ببتيد النشواني الورمي الأنسوليني)، وعُزل النشوانيات من بنكرياس مريض مصاب بداء السكري، لكن المادة المعزولة لم تكن كافية للتوصيف الكامل.تحقق ذلك فقط بعد عام واحد من قبل فريقين بحثيين كان بحثهما استمرارًا للعمل من عام 1986.

## الأهمية السريرية

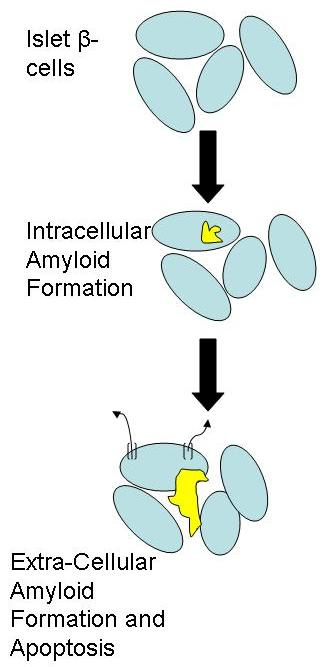
المخطط العام لتكوين النشوانيات

يُربط بروتين بروأميلين في جزر لانجرهانز بداء السكري من النوع الثاني وفقدان خلايا بيتا في الجزر. قد يساهم تكوين النشوانيات في الجزر، الذي يبدأ بتجمع بروأميلين، في هذا الفقدان التدريجي لخلايا بيتا في الجزر. يُعتقد أن بروأميلين يشكل الحبيبات الأولى التي تسمح لتجمع الأميلين وتكوين النشوانيات الذي قد يؤدي إلى موت الخلايا المبرمج (استماتة) لخلايا بيتا الناتج عن النشوانيات.
يُفرز الأميلين بشكل مشترك مع الأنسولين. تُنتج مقاومة الأنسولين في داء السكري من النوع الثاني طلبًا أكبر لإنتاج الأنسولين، مما يؤدي إلى إفراز طليعة الأنسولين. يُفرز بروأميلين في وقت واحد، ومع ذلك، فإن الإنزيمات التي تحول هذه الجزيئات السلفية إلى أنسولين وأميلين، على التوالي، غير قادرة على مواكبة المستويات العالية من الإفراز، مما يؤدي في النهاية إلى تراكم البروأميلين.
على وجه الخصوص، يُعد ضعف معالجة البروأميلين الذي يحدث في موقع الانقسام النهاية الأمينية عاملاً رئيسيًا في بدء تكوين النشوانيات. يحدث تعديل ما بعد الترجمة للبروأميلين في كل من الطرف الكربوكسيلي والطرف الأميني، ومع ذلك، فإن معالجة الطرف الأميني تحدث لاحقًا في مسار الإفراز. قد يكون هذا أحد الأسباب التي تجعله أكثر عرضة لضعف المعالجة في الظروف التي يكون فيها الطلب على الإفراز مرتفعًا. وبالتالي، فإن ظروف داء السكري من النوع الثاني - تركيزات الجلوكوز العالية وزيادة الطلب الإفرازي للأنسولين والأميلين - يمكن أن تؤدي إلى ضعف معالجة الطرف الأميني للبروأميلين. يمكن أن يعمل البروأميلين غير المعالج بعد ذلك كنواة يمكن أن يتراكم عليها الأميلين ويشكل النشوانيات.
قد يكون تكوين النشوانيات وسيطًا رئيسيًا لموت الخلايا المبرمج، أو الأستماتة، في خلايا بيتا في الجزر. في البداية، يتجمع البروأميلين داخل حويصلات إفرازية داخل الخلية. يعمل البروأميلين كبذرة، حيث يجمع الأميلين الناضج داخل الحويصلات، مكونًا النشوانيات داخل الخلايا. عند إطلاق الحويصلات، تنمو النشوانيات حيث تجمع المزيد من الأميلين خارج الخلية. التأثير العام هو سلسلة من موت الخلايا المبرمج تبدأ بتدفق الأيونات إلى خلايا بيتا.
باختصار، يُعدّ ضعف معالجة الطرف الأميني للبروتين بروأميلين عاملاً مهماً يبدأ تكوين النشوانيات وموت خلايا بيتا. هذه الترسبات النشوانية هي خصائص مرضية للبنكرياس في مرض السكري من النوع الثاني. ومع ذلك، لا يزال من غير الواضح ما إذا كان تكوين النشوانيات متورطًا في مرض السكري من النوع الثاني أو مجرد نتيجة له. ومع ذلك، من الواضح أن تكوين النشوانيات يقلل من عدد خلايا بيتا العاملة لدى مرضى السكري من النوع الثاني. يشير هذا إلى أن إصلاح معالجة بروأميلين قد يساعد في منع موت خلايا بيتا، وبالتالي يقدم أملاً كنهج علاجي محتمل لمرض السكري من النوع الثاني.
توجد عادةً ترسبات النشوانيات المشتقة من الأميلين في جزر البنكرياس لدى المرضى الذين يعانون من داء السكري من النوع الثاني، أو الذين لديهم ورم سرطاني إنسوليني. في حين أن ارتباط الأميلين بتطور مرض السكري من النوع الثاني معروف منذ بعض الوقت، كان من الصعب تحديد دوره المباشر كسبب. تشير بعض الدراسات إلى أن الأميلين، مثل ببتيد بيتا النشواني (Abeta) المرتبط بمرض الزهايمر، يمكن أن يحفز موت الخلايا المبرمج في خلايا بيتا المنتجة للأنسولين، وهو تأثير قد يكون ذا صلة بتطور مرض السكري من النوع الثاني.
أفادت دراسة أجريت عام 2008 عن وجود تأثير تآزري لفقدان الوزن مع الإعطاء المشترك لللبتين والأميلين في الفئران البدينة الناتجة عن النظام الغذائي عن طريق استعادة حساسية منطقة ما تحت المهاد لللبتين. ومع ذلك، في التجارب السريرية، توقفت الدراسة في المرحلة الثانية في عام 2011 بسبب مشكلة تتعلق بنشاط الأجسام المضادة التي ربما أبطلت تأثير فقدان الوزن للميتريلبتين في مريضين تناولا الدواء في دراسة سريرية مكتملة سابقًا. جمعت الدراسة بين الميتريلبتين، وهو نسخة من هرمون اللبتين البشري، والبراملينتيد (الاسم التجاري سيملين)، وهو الدواء الخاص بمرض السكري، في علاج واحد للسمنة. أظهرت دراسة للبروتيوميات أن الأميلين البشري يشترك في أهداف سمية مشتركة مع ببتيد بيتا النشواني، مما يشير إلى أن مرض السكري من النوع الثاني ومرض الزهايمر يشتركان في آليات سمية مشتركة.

## علم الأدوية
اعتُمِدَ على مُماثل اصطناعي للأميلين البشري مع استبدال البرولين في المواضع 25 و26 و29، أو براملينتيد (الاسم التجاري سيملين)، في عام 2005 للاستخدام للبالغين في المرضى الذين يعانون من كل من داء السكري من النوع الأول وداء السكري من النوع الثاني. يعمل الأنسولين والبراملينتيد، اللذان يُحقنا بشكل منفصل ولكن كلاهما قبل الوجبة، معًا للسيطرة على ارتفاع الجلوكوز بعد الأكل.
يتحلل الأميلين جزئيًا بواسطة إنزيم خفض فاعلية االأنسولين. مُماثل آخر طويل المفعول للأميلين هو كاجريلينتيد الذي طُور بواسطة شركة نوفو نورديسك (الآن في المرحلة الثالثة من التجارب مع الاسم التجاري المقترح كاجريسيما المُصاغ مُشاركًا مع سيماجلوتيد كحقنة تحت الجلد مرة واحدة أسبوعيًا) كإجراء لعلاج داء السكري من النوع الثاني والسمنة.

## المستقبلات
يبدو أن هناك على الأقل ثلاثة مركبات مستقبلة متميزة يرتبط بها الأميلين بانجذاب عالٍ. تحتوي جميع المركبات الثلاثة على مستقبل الكالسيتونين في المركز، بالإضافة إلى واحد من ثلاثة بروتينات تعديل نشاط المستقبل، بروتين معدل لنشاط المستقبل 1، او2، او3 (2,3,RAMP 1).